# Derecho de emporio

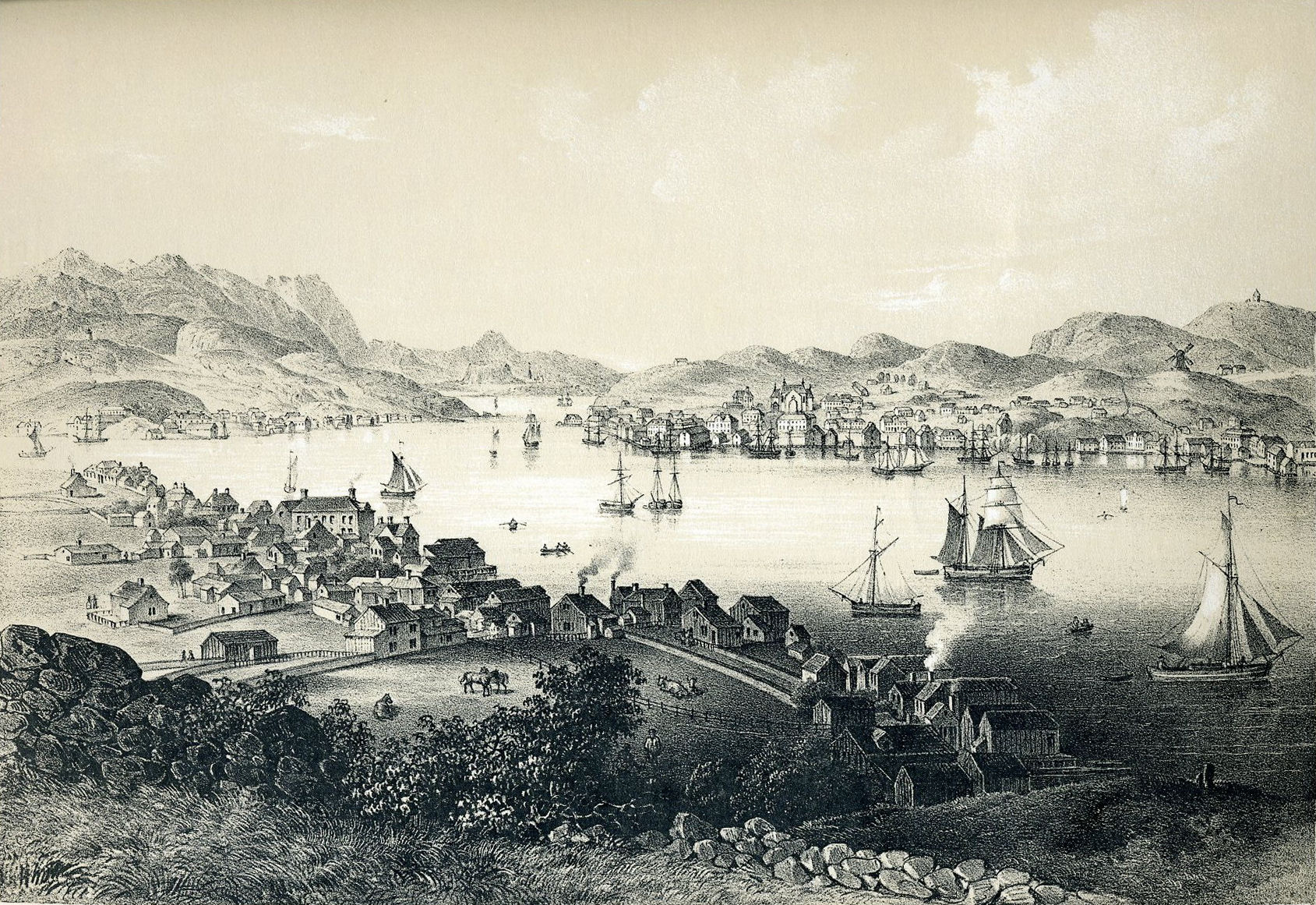
El Christiansund noruego con derechos de apilamiento.

El derecho de emporio o derecho de almacenaje (en alemán Stapelrecht) era un privilegio concedido a algunas ciudades del Sacro Imperio Romano Germánico, durante la Edad Media, por el que las mercancías que pasaban en tránsito por ellas debían descargarse durante un número determinado de días (normalmente tres) y puestas a la venta durante ese plazo, antes de poder continuar su ruta.
En ciertas condiciones, se podía evitar esta obligación, pagando un peaje o stapelgeld. Este derecho fue muy lucrativo para las ciudades que se encontraban situadas en lugares estratégicos de rutas comerciales y difíciles de evitar. Este privilegio resultaba una clara traba al comercio a larga distancia, especialmente para los productos perecederos.
El arzobispo de Colonia y elector del Sacro Imperio, Konrad von Hochstaden, concedió este derecho a la ciudad de Colonia el 7 de mayo de 1259. Todas las mercancías que pasaban el río Rin, arteria vital del transporte, debían ser puestas a la venta durante tres días, lo que contribuyó de manera fundamental a la riqueza de la burguesía de Colonia.
Otras ciudades que tenían implantado este derecho eran Maguncia, Frankfurt del Main, Leipzig (1479), Heilbronn, Neuss, Münden (1247), Minden, Fráncfort del Óder, Görlitz (1339), Berlín, Magdeburgo, Itzehoe (1260), Erfurt, Viena (1221) y las ciudades hanseáticas de Lübeck, Hamburgo, Stade (1259), Bremen y Zwolle (1438).
El Stapelrecht se abolió en 1821 en la cuenca del Elba, el 1823 en la cuenca del Weser, en 1831 en del Rin y definitivamente en 1834 por Unión Aduanera de Alemania.